# Culex gagnei
Culex gagnei är en tvåvingeart som beskrevs av Neal L. Evenhuis 1989. Culex gagnei ingår i släktet Culex och familjen stickmyggor. Inga underarter finns listade i Catalogue of Life.